# Kategoria Superiore 2005-2006
La Kategoria Superiore 2005-2006 fu la 67ª edizione della massima serie del campionato albanese di calcio disputata tra il 27 agosto 2005 e il 13 maggio 2006 e conclusa con la vittoria finale dell'Elbasani, al suo secondo titolo.
Capocannoniere del torneo fu Hamdi Salihi (KF Tirana), con 29 reti.

## Formula
Nessuna variazione rispetto alla stagione precedente. Le squadre partecipanti furono dieci e disputarono un doppio turno di andata e ritorno per un totale di 36 partite.
In vista di un aumento del numero di club nella stagione successiva l'ultima classificata venne retrocessa in Kategoria e Parë mentre penultima e terzultima giocarono uno spareggio per un'ulteriore retrocessione. Dalla seconda serie vennero promossi quattro club.
Le squadre qualificate alle coppe europee furono quattro: la vincente del campionato fu ammessa alla UEFA Champions League 2006-2007, la seconda classificata e la vincente della coppa d'Albania alla Coppa UEFA 2006-2007 più un'ulteriore squadra alla Coppa Intertoto 2006.

## Squadre partecipanti
| Squadra          | Città   | Stadio | Stagione 2004-2005 |
| ---------------- | ------- | ------ | ------------------ |
| Partizani Tirana | Tirana  |        | 8°                 |
| Tirana           | Tirana  |        | Campione d'Albania |
| Dinamo Tirana    | Tirana  |        | 3°                 |
| Besa Kavajë      | Kavajë  |        | Kategoria e Parë   |
| Vllaznia         | Scutari |        | 4°                 |
| Teuta Durrës     | Durazzo |        | 5°                 |
| Skënderbeu       | Coriza  |        | Kategoria e Parë   |
| Shkumbini        | Peqin   |        | 6°                 |
| KS Elbasani      | Elbasan |        | 2°                 |
| KS Lushnja       | Lushnjë |        | 7°                 |

## Classifica finale
|                    | Pos. | Squadra          | Pt | G  | V  | N  | P  | GF | GS | DR  |
| ------------------ | ---- | ---------------- | -- | -- | -- | -- | -- | -- | -- | --- |
| Albania (bandiera) | 1.   | KS Elbasani      | 73 | 36 | 21 | 10 | 5  | 50 | 22 | +28 |
|                    | 2.   | KF Tirana        | 62 | 36 | 17 | 11 | 8  | 54 | 33 | +21 |
|                    | 3.   | Dinamo Tirana    | 61 | 36 | 17 | 10 | 9  | 53 | 35 | +18 |
|                    | 4.   | Partizani Tirana | 60 | 36 | 18 | 6  | 12 | 51 | 36 | +15 |
|                    | 5.   | Besa Kavajë      | 46 | 36 | 13 | 7  | 16 | 49 | 42 | +7  |
|                    | 6.   | Vllaznia         | 45 | 36 | 13 | 6  | 17 | 39 | 45 | -6  |
|                    | 7.   | Shkumbini        | 43 | 36 | 12 | 7  | 17 | 31 | 49 | -18 |
|                    | 8.   | Teuta            | 42 | 36 | 11 | 9  | 16 | 32 | 45 | -13 |
|                    | 9.   | Skënderbeu       | 42 | 36 | 12 | 6  | 18 | 33 | 50 | -17 |
|                    | 10.  | Lushnja          | 25 | 36 | 5  | 10 | 21 | 22 | 58 | -36 |

Legenda:

      Campione d'Albania e ammesso alla UEFA Champions League
      Ammesso alla Coppa UEFA
      Ammesso alla Coppa Intertoto
      Retrocesso in Kategoria e Dytë
Note:

Tre punti a vittoria, uno a pareggio, zero a sconfitta.

### Play-out
| Arbitro: | Mauro Bergonzi |

|  |           |          |
|  | Marcatori | 60’ Duro |

### Verdetti
- Campione: KS Elbasani
- Qualificata alla UEFA Champions League: KS Elbasani
- Qualificata alla Coppa UEFA: KF Tirana, Dinamo Tirana
- Qualificata alla Coppa Intertoto: Partizani Tirana
- Retrocessa in Kategoria e Parë: Lushnja, Skënderbeu